# 杨义瑞
杨义瑞（1969年1月—），男，吉林人，中华人民共和国外交官，现任外交部香港澳门台湾事务司司长。

## 生平
1993年，进入中华人民共和国外交部工作，先后在外交部西欧司、驻英国大使馆、外交部驻香港特派员公署、外交部政策研究室、外交部政策研究司任职。2007年，任驻美国大使馆参赞。2009年，任外交部政策规划司参赞，后升任副司长。2013年，任驻南非大使馆公使衔参赞。2015年，任外交部办公厅副主任。2017年，任外交部驻香港特派员公署副特派员。2023年5月，任外交部香港澳门台湾事务司司长。

## 家庭
已婚，有一子。